# ロンド ハ短調 (ブルックナー)
ロンド ハ短調 WAB 208 は、アントン・ブルックナーが作曲した弦楽四重奏のための楽曲。1862年に作曲されたが、作曲者の死後である1984年になるまで演奏されることはなかった。1985年に初めてクリティカル・エディションが出版され、1992年にラファエル四重奏団により初録音が行われた。

## 概要
リンツ滞在中のブルックナーは、楽曲形式と管弦楽法を師事していたオットー・キッツラーから与えられた演習課題として、1862年に弦楽四重奏曲 ハ短調を作曲した。キッツラーはブルックナーの作品の評価を行い、おそらくロンドが伝統から逸脱していることに不満を覚えたと思われる。彼はより伝統に則ったロンドソナタ形式の新しいロンドを書いた方が曲のためになるだろうと助言を行った。これに応じたブルックナーは新しく大規模なロンドを構築することになった。新作は元の楽章とは音楽的内容が大きく異なるばかりでなく、演奏時間に約5分を要する著明に長い作品となった。この2つ目のロンドは調性、拍子、楽曲形式が元のロンドと一致しており、元のロンドを置き換えることができるものと看做される。
自筆譜には1862年8月15日という日付が書き入れられている。本作はブルックナーがキッツラーの下で学んでいた際の自筆譜やスケッチを集めた『キッツラーの練習帳』の中に収められている。キッツラーの指導を受けていた時期のブルックナー作品はいずれも同様であるが、弦楽四重奏及びこの追加のロンドはブルックナーの生前には演奏も出版もされなかった。ブルックナー自身はこれらの作品を形式を練習するための習作と看做していたに過ぎず、公の場で弦楽四重奏をいずれかのロンドを含めて演奏すること、もしくは本ロンドを独立で演奏することも想定していなかった。本作はレナーテ・グラスベルガーがブルックナー作品の主題別カタログ（WAB番号で整理）を作成した時には知られていなかったため、当初は"WAB deest"（欠落）と称され、後にÖsterreichische Akademie der WissenschaftenによりWAB 208と定められた。
ブルックナー作品を編集したことで知られる音楽学者のレオポルト・ノヴァークは、個人所有であった『キッツラーの練習帳』の閲覧許可を得て本作の写譜を作成した。その後、本作は1984年8月17日に彼の80歳の誕生日を祝して初演されることになった。ノヴァークが編集したクリティカル・エディションは1985年に初めて出版され、『ブルックナー作品全集』のXII巻に収められた。

## 楽曲構成
Allegro molto moderato 2/4拍子 ハ短調
233小節からなる。強弱記号はわずかしか書き込まれていない。曲は7つの部分から構成される。
- A1: 1–32小節
- B1: Gesanggruppe, 33–68小節, 変ホ長調
- A2: 69–87小節
- C: 88–139小節, 変イ長調
- A3: 140–172小節
- B2: 173–205小節, ハ長調
- A4: 206–233小節, 装飾形

ロンド主題は4回にわたって登場し、その間に3つの異なるエピソードを挟み込むが、そのうちの最初のものはブルックナー自身によって「歌唱群」（Gesanggruppe）と名付けられていた。これによってソナタ形式への収束を感じることが出来る。
A主題
B主題
C主題
ウェイン・レイシグ（Wayne Reisig）はオールミュージックへの寄稿の中で、本作の「全体的に快速な調子はメンデルスゾーンを彷彿とさせる」と書いている。評論家のリチャード・ホワイトハウスは、本作の「角の取れたフレージングと第2主題の拡張性の増した様」が弦楽四重奏曲の初稿のロンドに比べて「作曲者が素材を洗練させる余地を大きくした」と指摘する。彼はさらに「中央部分の展開は一層充実しており、主題群が再現される際に強調される度合いを低めている」という点、そしてコーダが「力強さを落とした終結部に対して模倣的な手段を利用している」点について記述している。評論家のロバート・マーコウは『ファンフェア』誌に次のように書いている。「（本作はこの後）間もなく書かれる交響曲群によって我々が知るところとなるブルックナーというより、ハイドンにずっと近い響きを聞かせる。」

## 関連文献
- Anton Bruckner: Sämtliche Werke: Band XII/1: Rondo c-Moll, Musikwissenschaftlicher Verlag der Internationalen Bruckner-Gesellschaft, Leopold Nowak (Ed.), Vienna, 1985.
- Anton Bruckner – Sämtliche Werke, Band XXV: Das Kitzler Studienbuch (1861–1863), facsimile, Musikwissenschaftlicher Verlag der Internationalen Bruckner-Gesellschaft, Paul Hawkshaw and Erich Wolfgang Partsch (Editors), Vienna, 2015
- William Carragan. Anton Bruckner - Eleven Symphonies. Bruckner Society of America, Windsor CT, 2020. ISBN 978-1-938911-59-0.